# Ivar Frederik Bredal
Ivar Frederik Bredal, född 17 juni 1800 i Köpenhamn, död 25 mars 1864, var en dansk kompositör, far till Niels Anders Bredal.
Bredal var Frederik Kuhlaus lärjunge, varav också hans arbeten bär tydliga spår. 1832 skrev han det med bifall mottagna sångspelet Bruden fra Lammermoor, till text av H.C. Andersen baserad på Walter Scott, och 1834 Guerillabanden, till libretto av Thomas Overskou, vilken gjorde ännu större lycka. Sedermera inskränkte han sig till mindre kompositioner. Bredal var tidigt en skicklig altviolinist. År 1850 blev han kormästare vid kungliga teatern i Köpenhamn.